# Alexander Wiktorowitsch Fok

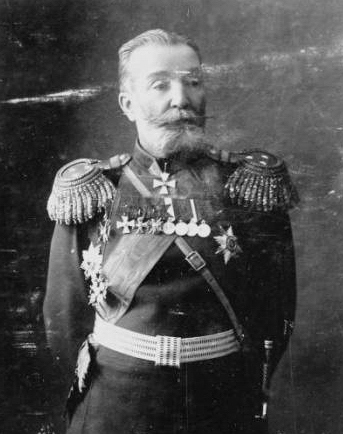
Alexander Wiktorowitsch Fok

Alexander Wiktorowitsch Fok (auch Foch) (russisch Александр Викторович Фок; wissenschaftliche Transliteration Aleksandr Viktorovič Fok, * 25.jul. / 6. September 1843greg.; † 1926) war ein Generalleutnant der Kaiserlich-Russischen Armee und Befehlshaber während der Belagerung von Port Arthur im Russisch-Japanischen Krieg.
Fok schloss seine Ausbildung 1864 an der Artillerieschule in Sankt Petersburg ab. Von 1877 bis 1878 nahm er am Russisch-Osmanischen Krieg teil. Ab dem Jahr 1900 hatte er das Kommando über die 4. Ostsibirische Schützenbrigade und nahm in dieser Funktion an der Niederschlagung des Boxeraufstands teil. Während des Russisch-Japanischen Krieges war die 4. Ostsibirische Schützenbrigade in Port Arthur stationiert. Am 25. Mai 1904 kam es zur Schlacht am Nanshan, in der Fok die Reserve kommandierte. Er verweigerte Oberst Tretjakow Verstärkungen, das wahrscheinlich zur russischen Niederlage in dieser Schlacht beigetrug. Im Verlaufe der Belagerung von Port Arthur verweigerte er den direkten Befehl, Verstärkungen zu den zusammenbrechenden Linien bei den Forts Ost-Panlung und West-Panlung zu senden. Er wurde darauf am 21. August 1904 seines Kommandos enthoben. Dennoch wurde Fok im Verlaufe der Belagerung nach dem Tod General Kondratenkos zum Generalleutnant befördert. Zusammen mit dem Befehlshaber der Festung, Baron Stößel, bat Fok nach 8 Monaten verlustreicher Kämpfe am 1. Januar 1905 bei General Nogi um die Aufnahme von Kapitulationsgesprächen. Die Entscheidung wurde unter der Festungsbesatzung und in der russischen Öffentlichkeit stark kritisiert. Nach dem Fall der Festung und der Rückkehr aus der Kriegsgefangenschaft wurde Fok vor Gericht gestellt, jedoch in den Anklagepunkten freigesprochen. Im Jahr 1908 wurde er aus dem Militärdienst entlassen.